# Построфиль
Построфиль, Петрафиль — массивная гора в Крыму, в городском округе Судак. Высота над уровнем моря 839 метров. Вершина протяженная в направлении север-юг. Северо-западные склоны лесистые, юго-восточные — луговые. На том же хребте в 1,1 км к юго-западу вершина Чок-Сары-Кая (829 м). Понижение между ними перевал Хушелин-Чези. В 3 км к юго-западу село Зеленогорье, в 3,3 км к юго-востоку село Громовка.
На восточном склоне родник Куфолтранин-Чороги, на северном небольшой пруд и родник Голин-Чороги.